# Oreokera cumulus
Oreokera cumulus é uma espécie de gastrópode  da família Charopidae.
É endémica da Austrália.